# A Story About My Uncle
A Story About My Uncle is een platformspel dat is ontwikkeld door Gone North Games en dat werd uitgebracht door Coffee Stain Studios voor Windows in mei 2014. In 2017 werd het ook beschikbaar gemaakt voor Mac en Linux. Zowel de gameplay als het plot spelen een grote rol in het spel.
Het videospel werd redelijk positief ontvangen. In 2015 kreeg het spel een eervolle vermelding in de "Student Showcase"-categorie van het Independent Games Festival. Metacritic gaf het spel 73 van de 100 te behalen punten, gebaseerd op 24 recensies.

## Plot
Het verhaal begint bij een man die zijn dochter een verhaal voor het slapengaan vertelt. Hij vertelt over een avontuur dat hij heeft beleefd toen hij net zo oud was als zij. Als jongen ging hij op zoek naar zijn vermiste oom en belandde hij in een surreële wereld waarvan hij het bestaan niet eens voor mogelijk had gehouden. Met de uitvindingen van zijn oom, een soort pak en bijhorende schoenen, lukte het hem om zich door het vreemde landschap te begeven. Onderweg kwam de hij wezens tegen die hem hielpen met zijn zoektocht, alsook aanwijzingen die hem hielpen erachter te komen waar zijn oom was gebleven.